# دارن لین بوسمن
دارن لین بوسمن (انگلیسی: Darren Lynn Bousman؛ زادهٔ ۱۱ ژانویهٔ ۱۹۷۹) کارگردان و فیلم‌نامه‌نویس اهل ایالات متحده آمریکا است. وی، کارگردان فیلم های اره ۲، اره ۳ و اره ۴ است.

## زندگی شخصی
بوسمن در اوورلند پارک، کانزاس به دنیا آمد. وی فرزند نانسی و لین بوسمن است. او تحصیلات دوره دبیرستان خود را در اوورلند پارک گذراند، و در دانشگاه فول سیل در وینتر پارک فلوریدا تحصیل کرد و در سال ۲۰۰۰ فارغ التحصیل شد.

وی در ۴ اکتبر ۲۰۰۸، با لورا بوزمن نامزد و در ۲ ژانویهٔ ۲۰۱۰، با او ازدواج کرد. این زوج دارای دو فرزند به نام‌های هنری لین بوسمن و هدلی جردن بوسمن هستند.

بوسمن با بازیگرانی همچون جی لاروس، بریانا اویگان، توبین بل و دنی والبرگ بیشترین تعداد همکاری را داشته‌است.

## فعالیت ها

### اره ۲
در سال ۲۰۰۴، او ایده‌ای برای فیلمی به نام «ناامید» داشت و ایده‌اش را به استودیوهای مختلف آمریکایی ارائه می‌کرد. استودیوهای آمریکایی از این که فیلمنامه خیلی خشونت‌آمیز بود و طرح بسیار نزدیک به اره، شکایت داشتند. دیوید ای. آرمسترانگ که روی  فیلم اره کار می کرد، به بوسمن گفت که می تواند فیلمنامه خود را به تهیه کننده فیلم اره، گرگ هافمن نشان دهد. هافمن، فیلمنامه را خواند و بوسمن را به تهیه کنندگی فیلم ناامید دعوت کرد، اما پس از نشان دادن فیلمنامه به شرکای خود مارک بورگ و اورن کولس، آن دو به این نتیجه رسیدند که این یک فرصت عالی برای تبدیل فیلم ناامید به  فیلم اره ۲ است. دو ماه بعد، بوسمن برای کارگردانی این فیلم به تورنتو فرستاده شد.

فیلم اره ۲، سودآور بود و بوسمن برای کارگردانی اره ۳ نیز، قرارداد امضا کرد.

### اره ۳ و اره ۴
بعد از کارگردانی اره ۳، بوسمن اعلام کرد که دیگر فیلمی از فرانچایز اره را کارگردانی نخواهد کرد تا آزادانه برای پروژه بعدی خود، !Repo، آماده شود.

با وجود این، در ۱۹ فوریهٔ ۲۰۰۷، لی ونل اعلام کرد که بوسمن برای کارگردانی فیلم اره ۴، قرارداد بسته است. بوسمن توضیح داد که قبل از شروع فیلمبرداری پروژه !Repo، فاصله زمانی وجود داشت و او می‌تواند فیلم اره ۴ را در آن دوره کارگردانی کند.

### مارپیچ
در سال ۲۰۱۹ اعلام شد که بوسمن به فرانچایز اره، با کارگردانی فیلمی به نام مارپیچ که نهمین قسمت از این مجموعه است، بازخواهد گشت. این فیلم قرار بود در ۱۵ مهٔ ۲۰۲۰ اکران شود، اما به دلیل همه‌گیری کووید-۱۹ به تعویق افتاد و به ۲۱ مهٔ ۲۰۲۱ موکول شد.

## فیلمشناسی
- (۲۰۰۵) اره ۲
- (۲۰۰۶) اره ۳
- (۲۰۰۷) اره ۴
- (۲۰۱۰) روز مادر
- (۲۰۱۱) ۱۱–۱۱–۱۱
- (۲۰۲۰) مرگ من
- (۲۰۲۱) مارپیچ